# 認定輸血検査技師
認定輸血検査技師（にんていゆけつけんさぎし）とは、日本輸血・細胞治療学会が認定する認定資格。輸血検査を専門業務とする血液検査室の臨床検査技師のことである。
輸血分野に関して高い専門性を有することを証明するための認定資格である。

## 受験資格
日本国内における正式な資格を得るには、臨床検査技師の国家試験に合格し、
病院または登録衛生検査所などでの輸血業務を3年以上経験し
特定指定施設で研修修了の後、日本輸血・細胞治療学会の実施する認定試験に合格することが必要である。

## 認定試験
1.　試験範囲と内容
１）一次試験：約 2 時間、試験形式は筆記試験（マークシート形式及び記述形式）で、 試験範囲は認定輸血検査技師制度カリキュラム委員会指定の内容（日本輸血学会誌 50(5);683-691,2004、または日本輸血･細胞治療学会ホームページ参照）を基本とし、 輸血に関する最新のトピックス、重要な問題などが、適宜出題される。受験には、指定施設研修および合同研修会のすべてを修了していなければならない。 
２）二次試験：試験形式は実技試験で、血液型判定（ABO、RhD）、不規則抗体同定（赤 血球抗体解離や交差適合試験など、用手洗浄法による抗グロブリン試験を含む）、カラム凝集法を予定。実技試験は結果の正解と共に実技の確実さや熟達度も評価の対象 とする。受験には、一次試験を合格していなければならない。 
３）｢試験の内容、正解｣などは試験終了後にも公表しない。 
2.　合否基準
１）一次試験、二次試験ともに合格しなければならない。二次試験は、一次試験合格者のみ受験できる。なお、指定施設研修未修了者には一次試験の受験資格はない。
２）一次試験、二次試験での血液型判定の不正解者、及び不規則抗体検査で抗原表から 存在する可能性の高い抗体を正しく選択できない者、交差適合試験の不正解者は不合格となる。また、二次試験において全ての科目で合格点に達しない場合は不合格 となる。
3．試験不合格者の受験
１）再受験資格 
・申請に必要な基礎資格は、新規受験年から3年間有効とする。 
・指定施設研修と合同研修は、3年間内の再受験時には免除されるが、研修未修了 受験辞退した場合は、再受験時に未修了の研修を受けなければならない。 
２）一次試験不合格者 
・一次試験からの受験を必要とする。 
３）二次試験不合格者 
・ 2年前の二次試験で筆記試験は合格、実技試験では不合格の者が再受験する場 合、新規受験から3年以内の有効期限に限って翌（々）年の受験は二次試験のみでよい。 
・ 2年前の二次試験で筆記試験は不合格、実技試験では合格の者が再受験する場 合、新規受験から3年以内の有効期限に限って翌（々）年の受験は一次試験のみでよい。 
・ 2年前の二次試験で筆記試験及び実技試験が不合格の者が再受験する場合、新 規受験から3年以内の有効期限に限って翌（々）年の受験は一次試験から再受験する。 
・ 1年前の一次試験で筆記試験は合格、二次試験で実技試験が不合格の者が再受 験する場合、新規受験から3年以内の有効期限に限って翌（々）年の受験は二次試験から再受験する。